# Partit de la Independència del Regne Unit
Partit de la Independència del Regne Unit (UKIP) és un partit polític del Regne Unit fundat el 1993, ideològicament conservador (thatcherista) i populista, que reclamava la sortida britànica de la Unió Europea i s'oposava que s'adoptessin lleis acordades al Parlament europeu i no a Westminster.

## Ideologia
Defensen augmentar lligams econòmics entre els països de la Commonwealth i s'oposen a la introducció de les targetes d'identitat per antidemocràtiques i inútils contra el terrorisme. Estan a favor de la reducció de les emissions de diòxid de carboni, però defensen com a alternativa l'energia nuclear i no pas l'eòlica, que consideren més cara.

## Història
Fou fundat el 1991 per Alan Sked i altres membres de la Lliga Antifederalista i de l'ala euroescèptica del Partit Conservador, contraris al Tractat de Maastricht i a l'adopció de l'euro com a moneda. Es va rebatejar com a UKIP el 1993 i es va presentar a les eleccions de 1997, però el seu creixement es va mantenir lent eclipsat pel Partit del Referèndum de James Goldsmith. Sked va dimitir, però la mort sobtada de Goldsmith va provocar la dissolució del seu partit, i el nou cap, Michael Holmes, els va integrar en el partit. Així, a les eleccions europees de 1999 van treure el 7% i tres eurodiputats (Michael Holmes, Nigel Farage i Jeffrey Titford).
El 2000 va tenir problemes interns que se saldaren amb la dimissió de Holmes (qui en un discurs havia demanat més poders pel Parlament europeu i contra la Comissió Europea) i fou substituït per Titford. Aquest també va dimitir després del fracàs en obtenir representació a les generals de 2001, com les escoceses i gal·leses de 1999. El successor fou el 2002 Roger Knapman.
Organitzaren també una campanya per votar no al referèndum per la constitució europea, però malgrat l'èxit no obtenen representació parlamentària a les eleccions de 2005 ni a les escoceses i gal·leses de 2003. El 2004 van intentar atraure l'eurodiputat laborista Robert Kilroy-Silk, però aquest dimití el 2005 i fundà el seu propi grup, Veritas, del que també va dimitir el 2006.
A les municipals de 2006, obté representació a Hartlepool (Stephen Allison) i Bromley and Chislehurst (Nigel Farage) i fou escollit líder del partit Nigel Farage. Sota la seva direcció, el partit va adoptar una política més àmplia i va aprofitar les preocupacions sobre la immigració entre la classe treballadora britànica blanca, i barrejant ideologia conservadora i liberal. Proposa el 2007 canviar el nom del partit a Independence Party. El 3 de novembre de 2008 el Partit Nacional Britànic els proposà anar plegats a les europees, però no accepten. A les eleccions a l'Assemblea del Gran Londres de 2008 va baixar del 8% al 2%, i el seu candidat a alcalde, Gerald Batten, obté el 5%; a les eleccions locals d'Anglaterra i Gal·les del mateix any obté un regidor a Newcastle-upon-Lyme i un altre a Hartlepool.
Farage va dimitir en novembre de 2009 per concentrar-se en les eleccions generals. Fou rellevat per Lord Pearson of Rannoch, qui va dimitir en agost de 2010 per donar pas de nou a Farage a la direcció. Va tenir importants avenços a les eleccions locals de 2013, a les eleccions europees de 2014 i a les eleccions generals de 2015. La pressió que el UKIP va exercir sobre el govern va ser el motiu principal del referèndum del 2016 que va comportar el compromís del Regne Unit de retirar-se de la Unió Europea. Farage després va abandonar el càrrec de líder del UKIP, i la proporció i el vot dels membres del partit van disminuir en gran manera. Després de repetides crisis de lideratge, Gerard Batten es va fer càrrec. Sota Batten, UKIP es va traslladar a un territori d'extrema dreta emfasitzant un missatge anti-islam. En aquest sentit, molts membres veterans, inclòs Farage, van sortir i es van unir al nou Partit del Brexit, i el partit s'ha convertit en residual.

## Resultats electorals

### Eleccions legislatives
Durant el Parlament de 2010-15, dos diputats conservadors van desertar a UKIP i van ser reelegits en eleccions parcials posteriors. A les eleccions generals de 2015, UKIP va retenir un d'aquests escons (Clacton) i va rebre més del 30% dels vots a diverses circumscripcions. Va perdre el seu únic escó a les eleccions del 2017, quan Clacton va ser recuperat pels conservadors.
| Eleccions al Parlament del Regne Unit | Eleccions al Parlament del Regne Unit | Eleccions al Parlament del Regne Unit | Eleccions al Parlament del Regne Unit | Eleccions al Parlament del Regne Unit | Eleccions al Parlament del Regne Unit | Eleccions al Parlament del Regne Unit |
| Any                                   | Líder                                 | Vots                                  | %                                     | Pos.                                  | Escons                                | Govern                                |
| ------------------------------------- | ------------------------------------- | ------------------------------------- | ------------------------------------- | ------------------------------------- | ------------------------------------- | ------------------------------------- |
| 1997                                  | Alan Sked                             | 105,722                               | 0,3 / 100                             | 11è                                   | 0 / 659                               | Extraparlamentari                     |
| 2001                                  | Jeffrey Titford                       | 390,563                               | 1,5 / 100                             | 5è                                    | 0 / 659                               | Extraparlamentari                     |
| 2005                                  | Roger Knapman                         | 603,298                               | 2,2 / 100                             | 4t                                    | 0 / 646                               | Extraparlamentari                     |
| 2010                                  | Lord Pearson                          | 919,546                               | 3,1 / 100                             | 4t                                    | 0 / 650                               | Extraparlamentari                     |
| 2015                                  | Nigel Farage                          | 3,881,099                             | 12,6 / 100                            | 3r                                    | 1 / 650                               | Oposició                              |
| 2017                                  | Paul Nuttall                          | 593,852                               | 1,8 / 100                             | 5è                                    | 0 / 650                               | Extraparlamentari                     |
| 2019                                  | Patricia Mountain (interí)            | 22,817                                | 0,1 / 100                             | 16è                                   | 0 / 650                               | Extraparlamentari                     |
| 2024                                  | Nick Tenconi (interí)                 | 6,530                                 | 0,02 / 100                            | 29è                                   | 0 / 650                               | Extraparlamentari                     |

### Parlament Europeu
L'UKIP va anar augmentant progressivament el seu pes en el Parlament Europeu fins al punt d'esdevenir principal força britànica al 2014 liderats per Nigel Farage. A finals de la legislatura, però, Farage va provocar un trencament intern després de la seva dimissió i crítiques a la direcció per la deriva racista i extremista, que van compartir nombrosos eurodiputats i membres el partit. Així, amb la creació del nou Partit del Brexit de Farage, l'UKIP va perdre tota representació.
| Any  | Líder           | Vots      | %    | Pos. | Escons  | +/- |
| ---- | --------------- | --------- | ---- | ---- | ------- | --- |
| 1994 | Alan Sked       | 150,251   | 1.0  | 8è   | 0 / 87  | Nou |
| 1999 | Jeffrey Titford | 696,057   | 6.5  | 4t   | 3 / 87  | 3   |
| 2004 | Roger Knapman   | 2,650,768 | 15.6 | 3r   | 12 / 87 | 9   |
| 2009 | Nigel Farage    | 2,498,226 | 16   | 2n   | 13 / 87 | 1   |
| 2014 | Nigel Farage    | 4,352,251 | 27.5 | 1r   | 24 / 87 | 11  |
| 2019 | Gerard Batten   | 554,463   | 3.2  | 8è   | 0 / 87  | 24  |